# Tomato (album)
Tomato è un album dell'omonimo gruppo musicale, pubblicato dalla WEA Italiana nel 1992.

## L'album
L'album contiene tra le tracce Sai cosa sento per te, brano presentato dal gruppo al Festival di Sanremo 1992, e Amarsi un po', cover della canzone incisa originariamente da Lucio Battisti nel 1977.

## Tracce
Lato A
1. Sai cosa sento per te – 4:14 (testo: Giorgio Vanni, Claudio D'Onofrio – musica: Giorgio Vanni, Claudio D'Onofrio, Paolo Costa)
2. Musica nei bar – 4:38 (testo: Alberto Salerno – musica: Giorgio Vanni, Claudio D'Onofrio, Paolo Costa)
3. Vorrei una donna – 4:37 (testo: Alberto Salerno – musica: Giorgio Vanni, Claudio D'Onofrio, Paolo Costa)
4. Viaggiatori della luna – 5:21 (testo: Alberto Salerno – musica: Giorgio Vanni, Claudio D'Onofrio, Paolo Costa)
5. Quasi mezzanotte – 3:50 (testo: Giorgio Vanni, Claudio D'Onofrio, Paolo Costa – musica: Giorgio Vanni, Claudio D'Onofrio, Paolo Costa)

Durata totale: 22:40
Lato B
1. Nasce il sole – 4:38 (testo: Alberto Salerno – musica: Paolo Costa, Giorgio Vanni, Claudio D'Onofrio)
2. Amarsi un po' – 5:29 (testo: Mogol – musica: Lucio Battisti)
3. La via nascosta – 4:30 (testo: Giorgio Vanni, Claudio D'Onofrio, Paolo Costa – musica: Giorgio Vanni, Claudio D'Onofrio, Paolo Costa)
4. Nelle vene – 5:24 (testo: Giorgio Vanni, Claudio D'Onofrio, Paolo Costa – musica: Giorgio Vanni, Claudio D'Onofrio, Paolo Costa)
5. Il disco va – 4:35 (testo: Alberto Salerno – musica: Giorgio Vanni, Mauro Paoluzzi, Claudio D'Onofrio, Paolo Costa)

Durata totale: 24:36

## Formazione
- Giorgio Vanni - voce, chitarra acustica
- Paolo Costa - basso
- Claudio D'Onofrio - cori, chitarra elettrica